# Antena de Oro 1993
La XXI Edició dels Premis Antena de Oro, entregats el 14 d'abril de 1993 a Madrid per l'alcalde de Madrid, encara que corresponents a 1992 foren els següents:

## Televisió
- Bartolomé Beltrán Pons, per Viva la vida.
- Irma Soriano per El gordo.
- Ignacio Lewin per El día después.
- Manuel Almendros Muñoz per Parlamento.
- Francisco de Oleza Le-Senne
- Miguel Ángel Moncholí

## Ràdio
- Miguel Ángel Nieto.
- José María Goñi.
- Paco Lobatón, per Para que veas, de RNE.
- Ernesto Sáenz de Buruaga, d'Onda Cero.
- Ángel del Río, per Madrid, Madrid de la Cope.
- José Miguel Paz, director de Radio Popular en Ferrol y
- Juan Ignacio Ocaña, de Radio España.
- Antonio Doñágueda, de Radio Intercontinental.
- José Luis Pérez Pereletegui, de RNE-Astúries.
- Fernando Rodríguez Madero, per Protagonistas.

## Extraordinàries
- Diego Carcedo
- José Andrés Hernández Vicente
- Jacobo Zabludowsky
- Antena 3 Televisió